# Серафім (Білоножко)
Єпископ Серафим (Олексій Дмитрович Білоножко; 5 вересня 1973, Єкатеринбург)  — білоруський візантолог українського походження. Єпископ Російської православної церкви; архієрей Білоруського екзархату з титулом «єпископ Бобруйський та Биховський».

## Життєпис
Народився в родині військовослужбовця на південному Уралі, що в Російській Федерації. 1986 родину перевели до Бобруйська у Біларусі.
1990  — 1994  — навчався у Мінській духовній академії. Тема диплому: «Пастирські послання святого апостола Павла».
1994  — 1999  — богословський факультет Фесалонійського університету імегі Аристотеля (Греція), який закінчив на відмінно.
1999  — 2000  — стажувався на богословському факультеті Тюбингенського університету (Німеччина).
2000  — викладач Священного Писання Нового Заповіту Мінської духовної семінарії.
2001  — закінчив Мінську духовну академію з науковим ступенем кандидата богослов'я. Тема дисертації «Учення святого Павла про відношення апостола Павла до тваринного світу».
2002  — вивчає англійську мову у Бірмингенському університеті (Велика Британія).
2000  — 2004 годах викладач, потім старший викладач катедри богослов'я та історії Церкви факультету теології Європейського гуманітарного університету в Мінську; помічник декана.
2001  — викладач на катедрі Візантології Мінської Духовної академії РПЦ МП.
2004  — призначений першим проректором Державного закладу освіти «Інститут теології іменя святих Мефодія та Кирила» Білоруського державного університету (БДУ); доцент катедри Бібліїстики та церковно-практичних дисциплін Інституту теології БДУ.

### Духовна кар'єра в РПЦ
10 вересня 2003  — пострижений в мантію з іменем Серафим на честь преподобного Серафима Саровського. 24 жовтня  — рукопокладений в ієродиякона. 14 грудня  — рукопокладений в ієромонаха.
27 березня 2007  — обраний єпископом Бобруйським та Биховським.
24 квітня 2007  — єпископська хіротонія.
Один із чотирьох українців — діючих єпископів Білоруського екзархату РПЦ.

## Нагороди
- Орден Дружби (РФ)  — «за великий внесок у розвиток дружніх відносин між народами та зміцнення духовних традицій»[1]
- Почесна грамота міністерства освіти Республіки Білорусь «За багаторічну і плідну науково-педагогічну діяльність з підготовки висококваліфікованих спеціалістів» (30 жовтня 2006).
- Орден святителя Кирила Туровського І ступеню (9 вересня 2007).[2]